# Angolabrilvogel
De angolabrilvogel (Zosterops kasaicus) is een zangvogel uit de familie Zosteropidae (brilvogels). Eerder werd deze vogel beschouwd als een ondersoort van de Noordelijke Afrikaanse brilvogel (Z. senegalensis).

## Verspreiding
Deze vogel komt voor in Angola en Congo-Kinshasa en telt drie ondersoorten:
- Z. k. kasaicus: van centraal Congo-Kinshasa tot noordoostelijk Angola.
- Z. k. heinrichi: noordwestelijk Angola.
- Z. k. quanzae: centraal Angola.

## Status
De angolabrilvogel komt niet als aparte soort voor op de lijst van het IUCN, maar is daar nog een ondersoort van de Noordelijke Afrikaanse brilvogel (Z. senegalensis kasaicus).